# Battlecry (album)
Battlecry – drugi album włoskiej grupy folk metalowej Spellblast. Płyta została wydana za sprawą serwisu "cdbaby.com".

## Lista utworów
1. "Cold Wind of Death" – 04:10
2. "Drinkin' with the Gods" – 03:18
3. "History of a Siege – Heroes" – 03:56
4. "Path on the Sea" – 04:22
5. "Ragnarok (Dream of the End)" – 02:54
6. "Soldiers' Angels" – 03:03
7. "Raid Day" – 05:22
8. "History of a Siege – Slaughter" – 03:59
9. "Northern Star" – 03:24
10. "Brave and Fierce" – 02:44
11. "Command Charge" – 03:10
12. "Battlecry" –	04:12

## Wykonawcy
Ze strony metal-archives.com.
- Xavier Rota – gitara basowa
- Jonathan Spagnuolo – wokal
- Ivan Della Morte – wokal, klawisze
- Claudio Arsuffi – gitara
- Luca Arzuffi – gitara
- Edo – perkusja